# Ахмадов, Зелимхан (борец)
Зелимхан Ахмадов — российский борец вольного стиля, чемпион России, призёр Кубков мира. Мастер спорта России международного класса.

## Карьера
В 1994 году на чемпионате России в Санкт-Петербурге стал бронзовым призёром. На чемпионате России 1995 года в Перми в финале победив Марата Урусова стал чемпионом России. В январе 2000 года в финале чемпионат России уступил Мураду Умаханову. В июне 2000 года в Калининграде, уступив в финале Эльбрусу Тедееву из Украины, стал серебряным призёром международного турнира на призы олимпийских чемпионов братьев Белоглазовых.

## Спортивные результаты
- Чемпионат России по вольной борьбе 1994 — ;
- Чемпионат России по вольной борьбе 1995 — ;
- Всемирные военные игры 1995 — ;
- Чемпионат России по вольной борьбе 1996 — ;
- Кубок мира по вольной борьбе 1996 — 4;
- Кубок мира по вольной борьбе 1996 (команда) — 4;
- Чемпионат мира по борьбе среди военнослужащих 1997 — ;
- Чемпионат России по вольной борьбе 2000 — ;
- Кубок мира по вольной борьбе 2000 — ;
- Кубок мира по вольной борьбе 2000 (команда) — ;